# Mariano Cordero
Mariano Cordero (Buenos Aires, 1 de diciembre de 1818 - Ibidem, 23 de noviembre de 1899) fue un marino argentino que luchó en la guerra Grande y en la guerra entre la Confederación Argentina y el Estado de Buenos Aires.

## Biografía
Mariano Cordero era hijo de José Cordero y de Benita Beruti. Dos hermanos suyos destacaron en la historia militar de la marina de su nación: Bartolomé y José María Cordero.
En 1835 ingresó a la marina de guerra como aspirante. Afectado a la goleta Federación, recorrió las costas patagónicas y las Islas Malvinas. En 1838 fue destinado como subteniente a la escuadrilla del río Uruguay, al mando del coronel Antonio Toll y Bernadet.
Luchó en la artillería federal durante la Batalla de Pago Largo (1839), en Don Cristóbal y en Sauce Grande.
En la goleta Vigilante, bajo el mando del coronel José María Pinedo, participó del combate de Montevideo del 22 y 24 de mayo de 1841, entre la escuadra de la Confederación, comandada por Guillermo Brown, y la riverista, al mando de John Halstead Coe.
Tuvo una destacada participación en el Combate de Costa Brava del 15 de agosto de 1842 que le valió una mención especial del mismo Brown, quien por su arrojo le regaló su propia espada.
Promovido a capitán, luchó en la batalla de Arroyo Grande (1842) y en 1843 participó del sitio de Montevideo. Durante la fase final del mismo, asignado a la escuadrilla del Uruguay leal al presidente Manuel Oribe, estuvo al mando de la goleta Presidente Oribe.
Finalizado el sitio tras la captura de la escuadra por las fuerzas navales extranjeras, fue designado ayudante del capitán José Elordi, al mando de la Libertad. Durante la defensa de Paysandú, contra las fuerzas combinadas de Fructuoso Rivera y la escuadra francesa, fue gravemente herido.
En 1850 estuvo al mando de la goleta Chacabuco. 
Tras la batalla de Caseros, y caído Juan Manuel de Rosas, Mariano Cordero se sumó a la escuadra de la Confederación Argentina.
En 1853 fue ascendido a sargento mayor. Participó, al mando del bergantín Maipú, del combate de Martín García (1853) en que fueron destruidas las fuerzas navales del Estado de Buenos Aires, comandadas por el polaco Floriano Zurowski.
Al igual que sus hermanos Bartolomé y José María, y los marinos Augusto Lasserre y Santiago Maurice, se negaron a participar de la entrega de la escuadra de la Confederación pactada por su comandante Coe el 20 de junio de 1855.
En 1857, con el grado de teniente coronel, recibió de Justo José de Urquiza el encargo de levantar una escuadra nacional para enfrentar la escuadra porteña al mando de Antonio Susini. 
Reiniciada la guerra entre la Confederación Argentina y el Estado de Buenos Aires, participó del combate de Martín García (1859) y de la lucha contra la escuadra porteña al mando de Susini, frente a San Nicolás de los Arroyos.
Ese año, Buenos Aires intentó nuevamente el cohecho y autorizó a pagar 5000 onzas de oro al que entregase al vapor Menay; Mariano Cordero rechazó airadamente la propuesta, del mismo modo que el comandante del buque, Julio Fonrouge.
En 1861 fue enviado a Europa a efectuar estudios de perfeccionamiento sobre la organización de las fuerzas navales y arsenales. En 1865 regresó al país y fue designado capitán del puerto de Concepción del Uruguay.
El presidente Domingo Faustino Sarmiento lo puso al mando de la escuadra nacional para reprimir la revolución de 1874. En 1876, tras actuar interinamente como capitán de puerto, fue designado comandante general de Marina. El 19 de noviembre de 1879 se reorganizó la Armada Argentina, quedando conformadas la Primera, Segunda y Tercera División Naval, mantendiendo Cordero.su cargo frente a la Armada.
Al producirse la revolución de 1880, encabezada por el gobernador de la provincia de Buenos Aires Carlos Tejedor contra el presidente Nicolás Avellaneda, permaneció leal a la presidencia, al igual que su hermano Bartolomé, siendo también ascendido a comodoro.
En 1884 fue promovido a contralmirante, y en 1886, al grado de vicealmirante.
El 2 de noviembre de 1886 se creó la Junta Inspectora de Marina, dependiente directamente del ministro del ramo y con autoridad sobre todos los buques de la escuadra. Pese a los reclamos de Cordero, quien veía reducida su autoridad efectiva en la fuerza, la medida se aplicó e incluso profundizó: en enero de 1888 se constituyó en su reemplazo la Junta Superior de Marina, presidida por el ministro de Guerra y Marina, la que concentraba las funciones de la Junta de Inspección (controlar el aprovisionamiento, adquisiciones, conservación de los buques, inspeccionar los buques controlando navegabilidad, personal, víveres, combustible y armamento) y la facultad de redactar o modificar leyes y reglamentos, intervenir en ascensos y cuestiones de personal, de hidrografía y puertos, adquisición de buques, infraestructura y presupuesto. Estaba integrada por el contralmirante Bartolomé Cordero, Clodomiro Urtubey, el capitán de navío Martín Guerrico, el ingeniero Guillermo White (presidente de la Comisión Administradora Local del Ferrocarril del Sur), Francisco Seeber (presidente de la Compañía Muelles y Depósitos de Las Catalinas) y Estanislao Ceballos, revistando en la secretaría el capitán de fragata Carlos María Moyano y los tenientes de fragata Leopoldo Funes, Emilio Barilari, Eduardo Lan e Hipólito Oliva.
Hacia fines de 1889 las funciones de la Junta estaban consolidadas y actuaba como un estado mayor en relación directa con el ministro, lo que finalmente condujo a Mariano Cordero a renunciar a la Comandancia General de Marina; el 30 de diciembre de ese año todas las reparticiones de la Comandancia pasaron a la Junta. Lo sucedería frente a la comandancia de la Marina el vicepresidente de la Junta, su hermano Bartolomé, quien sería nombrado en 1890 como primer Jefe del Estado Mayor General de la Armada.
Pasó finalmente a retiro en 1896 como primer oficial almirante de la escuadra nacional.
De buen carácter, en una ocasión su amigo Eduardo Wilde lo llamó «Grumete del Arca de Noé», por lo que Cordero «se enojó, en la medida de que es capaz, dado su temperamento».
Tras su fallecimiento, el gobierno decretó honras fúnebres, y durante sus exequias despidieron sus restos Adolfo Justiniano Carranza y el ministro de Marina coronel Martín Rivadavia. Estaba casado con Florinda Martínez.